# Kystverket
Das Kystverket (deutsch das Küstenwerk) ist die Behörde für die Verwaltung des Küstenbereichs des Landes Norwegen. Sie ist für Schifffahrt, deren Sicherheit und den Umweltschutz im Bereich der Meeresgebiete zuständig. Das Kystverket ist dem norwegischen Verkehrsministerium (Samferdselsdepartementet) unterstellt. Der Sitz der Behörde ist in Ålesund.

## Geschichte
Das Kystverket ist eine Nachfolgebehörde des Fyrdirektorats, des Havnedirektorats und des Losdirektorats. Das Fyrdirektorat war für die Bereitstellung von Leuchttürmen entlang der norwegischen Küste zuständig und wurde 1841 gegründet. Die Gründung des Havnedirektorats erfolgte 1846. Das für die Arbeit der Lotsen verantwortliche Losdirektorat wurde 1948 errichtet. Im Jahr 1974 wurden die drei Behörden zu einer neuen namens Kystdirektoratet zusammengelegt, welche wiederum 2002 dem Kystverket unterstellt wurde.

## Organisation
Der Zuständigkeitsbereich des Kystverkets ist in fünf geografische Regionen unterteilt: Südosten, Westen, Mittelnorwegen, Nordland sowie Troms/Finnmark. Zudem gibt es einen Lotsendienst, eine Reederei und ein Bereitschaftszentrum als weitere Unterorganisationen des Hauptsitzes in Ålesund.
Chef des Kystverkets ist der sogenannte Kystdirektør. Derzeit übt dieses Amt Einar Vik Arset aus. Insgesamt arbeiten etwa 1000 Mitarbeiter in einer der Behörden. Die Finanzierung erfolgt über zwei Wege: Ein Teil des Geldes kommt von den Nutzern der Dienste, die die Behörde bereitstellt. Der verbleibende Anteil wird vom Staat bereitgestellt.
Zu den wichtigsten Aufgaben zählen der Ausbau und die Instandhaltung von Fahrwassern und Fischereihäfen, der Betrieb von Leuchttürmen, die Verkehrssteuerung und -planung, die Bereitstellung von Lotsen, das Ausgeben von Navigationswarnungen und die Meeressicherheit.